# أوبدوليو فاريلا
أوبدوليو فاريلا (بالإسبانية: Obdulio Varela) (مواليد 20 سبتمبر 1917) هو لاعب كرة قدم. يلعب مع منتخب الأوروغواي لكرة القدم. سبق له أن لعب في كأس العالم لكرة القدم مع منتخب بلاده.

## روابط خارجية
- أوبدوليو فاريلا على موقع الاتحاد الدولي (مؤرشف)  (الإنجليزية)
- أوبدوليو فاريلا على موقع قاعدة بيانات كرة القدم.إي يو (الإنجليزية)
- أوبدوليو فاريلا على موقع ناشيونال فوتبول تيمز (الإنجليزية)
- أوبدوليو فاريلا على موقع عالم كرة القدم.نت (الإنجليزية)